# Janusz Dębiński i Konstanty Feder
Janusz Dębiński (ur. 1953, zm. 25 września 1973) i Konstanty Feder (ur. 8 października 1954) – polscy przestępcy, którzy wzięli udział w dwóch morderstwach popełnionych w 1972 roku.

## Życiorys
Janusz Dębiński był mieszkańcem Konstantynowa Łódzkiego. Ukończył szkołę podstawową, pochodził z rozbitej rodziny. Jedyną jego pasją była broń. Chciał też stworzyć podziemną armię. W czasie przeszukań w jego domu znaleziono przyrządy do montowania samopału, a na odebranej mu po zatrzymaniu, poprzerabianej przez niego broni palnej widniał napis: „Zrobiłem to, żeby mieć na zawsze spokój”.
14 września 1972 wraz ze swym kolegą, o rok młodszym Konstantym Federem, zamordowali dwie osoby. Pierwszą ofiarą był łódzki taksówkarz, dwudziestoośmioletni Czesław Pacha. Feder i Dębiński kazali się wieźć na skraj lasu w Żabiczkach. Na miejscu kazali mu wysiąść z samochodu. Kierowca, mimo iż zobaczył broń nie chciał jednak opuścić taksówki i wówczas został zastrzelony przez Federa. Zabójcy zostawiwszy samochód poszli do pociągu, którym dojechali do miejscowości Ociąż koło Kalisza, skąd z kolei poszli do wsi Fabianów. O zmierzchu zapukali do jednego z domów. Otworzył im trzydziestojednoletni stolarz, Jan Barczyński, od którego zażądali pieniędzy. Barczyński odpowiedział, że żadnych pieniędzy nie ma i po krótkiej szarpaninie zamknął drzwi. Wtedy Dębiński odbezpieczył pistolet i strzelił przez drzwi, zabijając Barczyńskiego, po czym obaj wbiegli do środka. Dębiński związał żonę zabitego i po znalezieniu pieniędzy opuścili dom Barczyńskich, w którym znajdowały się jeszcze sześciomiesięczne bliźnięta i sześcioletnia córka. 
Milicja bardzo szybko połączyła te dwa zabójstwa. Zorganizowano ogólnopolską akcję poszukiwawczą, zdjęcia sprawców rozpoznanych przez żonę stolarza zostały opublikowane we wszystkich gazetach. Do poszukiwań włączyło się też społeczeństwo zbulwersowane tymi wydarzeniami. Mordercy zostali zatrzymani w pociągu jadącym z Wałbrzycha do Jaworzyny Śląskiej przez milicjanta Karola Frączka. Przy wysiadaniu z pociągu w Jaworzynie Śląskiej Konstantemu Federowi udało się zbiec. Ukrywał się we wsi Tarnawa przez sześć dni. W stanie skrajnego wyczerpania został zatrzymany 26 września 1972 w gospodarstwie rodziny Bieleckich, do których przyszedł prosić o coś do jedzenia.
Na rozprawie Dębiński nie przyznawał się do zabójstwa Barczyńskiego twierdząc, że zrobił to Feder, który z kolei przyznał się do pierwszego zabójstwa. Obrońca Federa, adwokat Edward Dawid cały czas powoływał się na bardzo zły wpływ Dębińskiego na młodszego i mniej rozgarniętego Federa.

## Wyrok
30 stycznia 1973 zapadł wyrok. Sąd wojewódzki w Łodzi skazał Konstantego Federa, jako że był on małoletni (ur. 8 października 1954, a więc w chwili zabójstwa brakowało mu niecałego miesiąca do ukończenia osiemnastu lat) na 25 lat pozbawienia wolności. Wyszedł na wolność w 1990, jest bezdomny i bezrobotny.
Janusza Dębińskiego skazano na karę śmierci i pozbawienie praw publicznych na zawsze. Rada Państwa nie uwzględniła wniosku o ułaskawienie – wyrok został wykonany 25 września 1973.

## W kulturze
W 1974 Andrzej Trzos-Rastawiecki nakręcił na kanwie tych wydarzeń film fabularny pt. Zapis zbrodni. Sprawa zabójstw została przedstawiona w serialu dokumentalnym Paragraf 148 – Kara śmierci, w odc. Przypadkowi mordercy.